# Salto (Urugvaj)
Salto je grad na sjeverozapadu Urugvaja, središte istoimenog departmana.

## Zemljopis
Grad se nalazi na cesti poznatoj kao Ruta 3 oko 496 km sjeverozapadno od Montevidea, na istočnoj obali Río Urugvaja nasuprot argentinskog grada Concordie. Oko 12 km sjeverno od grada sagrađena je brana preko koje vodi cesta i spaja ova dva grada.

## Povijest
Grad je nastao u listopadu 1756. godine kada je general José Joaquín de Viana dao izgradili nekoliko vojarni za svoje vojnike.  Prvo kratkotrajno naselje na području današnjeg grada datira od 8. studenoga 1756., taj datum se obilježava kao dan osnutka grada. Godine 1757. izgrađena je jaka utvrda nazvana San Antonio.
Salto je 16. lipnja 1768 osvojio Francisco de Paula Bucareli s 1.500 vojnika i tražio da ga napuste isusovci. Utvrda San Antonio služila je kao skladište oružja, a kasnije kao zatvor za većinu svećenika, koji su kasnije deportiranih.  Početkom 1782. godine naselje već ima stalne stanovnike.
Prije nego što je Urugvaj postao neovisna država Salto je bio u kategoriji "Pueblo" (selo), 16. svibnja 1835. postao je "Villa" (naselje), a 16. lipnja 1837. Salto je središte departmana.
Dana 8. lipnja 1863. Salto je dobio status "Ciudad" (grada) koji je potvrđen je 3. ožujka 1869.

## Stanovništvo
Prema popisu stanovništva iz 2011. godine u grad živi 104.028 stanovnika, te je drugi po veličini grad u Urugvaju nakon Montevidea.
| Godina | Stanovnika |
| ------ | ---------- |
| 1834.  | 1.315      |
| 1852.  | 2.882      |
| 1908.  | 19.788     |
| 1963.  | 57.975     |
| 1975.  | 73.897     |
| 1985.  | 80.821     |
| 1996.  | 93.117     |
| 2004.  | 99.072     |
| 2011.  | 104.028    |

Izvor: Instituto Nacional de Estadística de Uruguay

## Sport
Stadion Parque Julio Pozzi je nogometno igralište kapaciteta 6000 gledatelja, na kojem nastupa gradski nogometni klub Salto F.C.

## Prijateljski gradovi
- Goya, Argentina
- Salto, Argentina
- Penafiel, Portugal